# Тангу
Тангу (кит. упр. 塘沽, пиньинь Tánggū) — бывший район Тяньцзиня (Китай). В ноябре 2009 года путём слияния районов Тангу, Ханьгу и Даган был образован Новый район Биньхай.

## История
Так как в этом месте река Хайхэ впадает в Жёлтое море, то в её устье с давних времён располагались Крепости Дагу, прикрывавшие проход с моря в глубь страны. В XIX веке эти места становились ареной сражений во время Второй Опиумной войны и при подавлении Восстания ихэтуаней. В 1933 году здесь было подписано Перемирие Тангу, завершившее боевые действия между Китайской Республикой и Японской империей.